# František Janda-Suk
Pour les articles homonymes, voir Janda.
František Janda-Suk (né le 25 mars 1878 à Postřižín et mort le 23 juin 1955 à Prague) est un athlète bohémien puis à partir de 1918 tchécoslovaque spécialiste du lancer du disque et du poids. Licencié au Slavia Prague, il a inventé la technique moderne du lancer du disque.

## Carrière
Il est le premier athlète de l'ère moderne à lancer le disque en rotation, technique qu'il a inventé après avoir étudié la statue du Discobole. Cette technique lui permet de gagner une médaille d'argent aux Jeux de Paris en 1900.
Il est le porte-drapeau de la délégation tchécoslovaque aux Jeux olympiques d'été de 1924.

### Palmarès
| Date | Compétition           | Lieu      | Résultat | Épreuve | Performance |
| ---- | --------------------- | --------- | -------- | ------- | ----------- |
| 1900 | Jeux olympiques d'été | Paris     | 2e       | Disque  | 35,25 m     |
| 1912 | Jeux olympiques d'été | Stockholm | 15e      | Poids   | 11,15 m     |
| 1912 | Jeux olympiques d'été | Stockholm | 17e      | Disque  | 38,31 m     |
| 1920 | Jeux olympiques d'été | Anvers    | 29e      | Disque  | 34,080 m    |

### Records
| Épreuve | Performance | Lieu | Date |
| ------- | ----------- | ---- | ---- |
| Poids   | 12,15 m     |      | 1911 |
| Disque  | 42,45 m     |      | 1909 |